# Benoît Morrenne
Benoît Morrenne (Gingelom, 1956) is een Belgische ondernemer en ex-voorzitter van voetbalclub Sint-Truidense VV.

## Biografie
Benoît Morrenne werd in 1956 geboren in het Limburgse Gingelom. Hij is getrouwd en heeft één dochter. Met zijn gezin woont hij tegenwoordig in Landen. Morrenne maakte naam in de bedrijfswereld bij Procter & Gamble, Toyota, het autosalon van Brussel en Kia België.
Op 13 juli 2011 raakte bekend dat Morrenne Roland Duchâtelet opvolgde als voorzitter van Sint-Truiden. Morrenne was op dat moment al jarenlang supporter van de club uit Haspengouw. Hij wilde de club uitbouwen tot een stabiele subtopper die liefst ook regelmatig van Europees voetbal kan proeven. Maar zo liep het niet. Na 21 van de 30 speeldagen stond Sint-Truiden op de laatste plaats, met amper 13 punten. Daarop besloot Morrenne de club met onmiddellijke ingang te verlaten.